# Nudelman-Suranov NS-23
Nudelman-Suranov NS-23 (Нудельман-Суранов, Nudelman-Suranov) là loại pháo tự động dùng cho máy bay quân sự được phát triển tại Liên Xô với sự chỉ đạo của A.E.Nudelman và A.Suranov trong Thế chiến thứ hai như loại thay thế cho pháo VYa-23. Súng đã được thông qua để đưa vào sử dụng năm 1944 để gắn trên các chiếc Antonov An-2, Ilyushin Il-10, Ilyushin Il-22, Lavochkin La-7, Lavochkin La-15, MiG-9, Yakovlev Yak-7, Yak-9U, Yak-15, Yak-17, và Yak-23, một số chiếc MiG-15 đời đầu cũng gắn loại pháo này. Loại pháo mới hơn là NR-23 đã bắt đầu thay thế NS-23 từ khoảng năm 1949.

## Lịch sử
Năm 1943, việc thử nghiệm NS-23 sử dụng loại đạn 23 mm mới phát triển dựa trên loại đạn chống tăng 14,5 mm đã được thực hiện. Việc kiểm tra dưới đất đã hoàn tất vào ngày 04 tháng 5 năm 1944 và chuyển sang thử nghiệm gắn trên máy bay Yak-9 cho đến ngày 07 tháng 6 năm 1944. Ngày 10 tháng 10 năm 1944, súng đã được thông qua để trang bị trong lực lượng Hồng quân và việc chế tạo hàng loạt được giao cho nhà máy số 2. Đến năm 1951 thì việc sản xuất được chuyển sang nhà máy số 535 tại Tula.
NS-23 sử dụng cơ chế nạp đạn bằng độ giật lùi nòng ngắn. Súng có thể sử dụng nhiều loại đạn khác nhau như đạn xuyên giáp, đạn cháy, đạn cháy xuyên giáp...
Việc sản xuất được thực hiện liên tục cho đến năm 1953. Có khoảng 28.479 khẩu đã được sản xuất trong hai nhà máy (nhà máy số 2 sản xuất 22.479 khẩu, nhà máy số 535 sản xuất 6000 khẩu).